# Vibrante múltiple epiglotal
La vibrante múltiple epiglotal es un tipo de sonido consonántico, usado en algunos idiomas. El símbolo en el alfabeto fonético internacional que representa este sonido es <ʢ>. Esta consonante es una de varias llamadas colectivamente R gutural.

## Características
Características de la vibrante múltiple epiglotal:
- Su modo de articulación es vibrante, lo que significa que es producida al dirigir el aire sobre el articulador para que vibre.
- Su punto de articulación es epiglotal.
- Su fonación es con voz, lo que significa que las cuerdas vocales vibran durante la articulación.
- Es una consonante oral, lo que significa que se permite que el aire escape solamente a través de la boca.
- Es una consonante central, lo que significa que es producida al dirigir el flujo de aire a lo largo del centro de la lengua, en lugar de a los lados.
- El mecanismo de flujo de aire es pulmonar, lo que significa que es articulada empujando el aire únicamente con los pulmones y el diafragma, como en la mayoría de los sonidos.

## Lenguas con este sonido
| Lengua | Lengua         | Palabra | IPA        | Significado | Notas                                                     |
| ------ | -------------- | ------- | ---------- | ----------- | --------------------------------------------------------- |
| Aghul  | dialecto Richa |         | [ʢakʷ]     | 'luz'       |                                                           |
| Árabe  | Árabe iraquí   | عَاف     | [ʢaːf]     | 'se fue'    | Corresponde a /ʕ/ (ﻉ) en árabe estándar y otros dialectos |
| Siwa   | Siwa           |         | [arˤbˤəʢa] | 'cuatro'    |                                                           |